# Pterozonium retroflexum
Pterozonium retroflexum är en kantbräkenväxtart som beskrevs av John T. Mickel. Pterozonium retroflexum ingår i släktet Pterozonium och familjen Pteridaceae. Inga underarter finns listade.